# Schloss Cortenbach

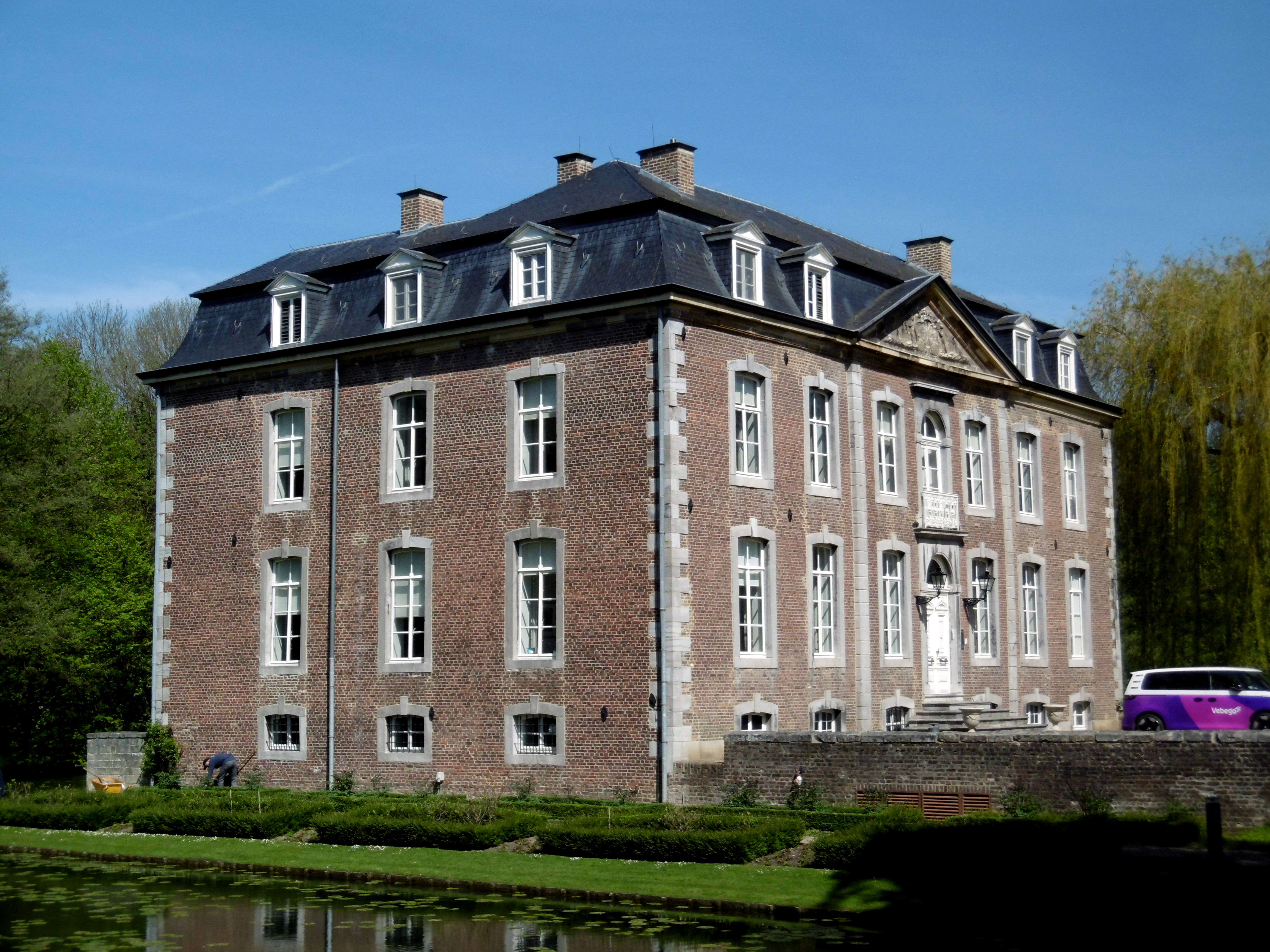
Kasteel Cortenbach

Das Schloss Cortenbach (niederländisch Kasteel Cortenbach) ist neben Haeren, Puth und Rivieren eines der vier Burgen beziehungsweise Schlösser von Voerendaal. Die als Wasserschloss erbaute Anlage befindet sich nordöstlich der Stadt und ist heute in Privatbesitz. Daher ist es für die Öffentlichkeit nicht zugänglich.

## Geschichte
Die ursprüngliche mittelalterliche Burg, auf deren Reste das heutige Schloss erbaut wurde, stammt aus dem 14. Jahrhundert. Die einzigen Reste der Burg sind zwei runde Türme, die Ecktürme des heutigen Schlosses. Das heutige Schloss wurde um 1713 als Villa wahrscheinlich von Leonhard Joseph von Lamberts zu Cortenbach, dem Sohn des im Jahr 1700 verstorbenen Aachener Kaufmann Hermann Lamberts, vollendet. Dieser hatte Gut Cortenbach im Jahr 1682 erworben und mit dem Abriss der mittelalterlichen Gebäude begonnen, um einen zeitgemäßen Landsitz zu errichten. Das heutige Schloss, das über ein auffallendes Eingangstor verfügt, welches von einem zwiebelförmigen Turm gekrönt wird, ist seit 2005 als nationales Denkmal (Rijksmonument) der Niederlande eingestuft.
Das Schloss beherbergte von 1939 ein exklusives Hotel und Restaurant. Heute ist die Zentrale eines Unternehmens im Bereich der Reinigungs-, Personal- und Facility Services darin untergebracht.

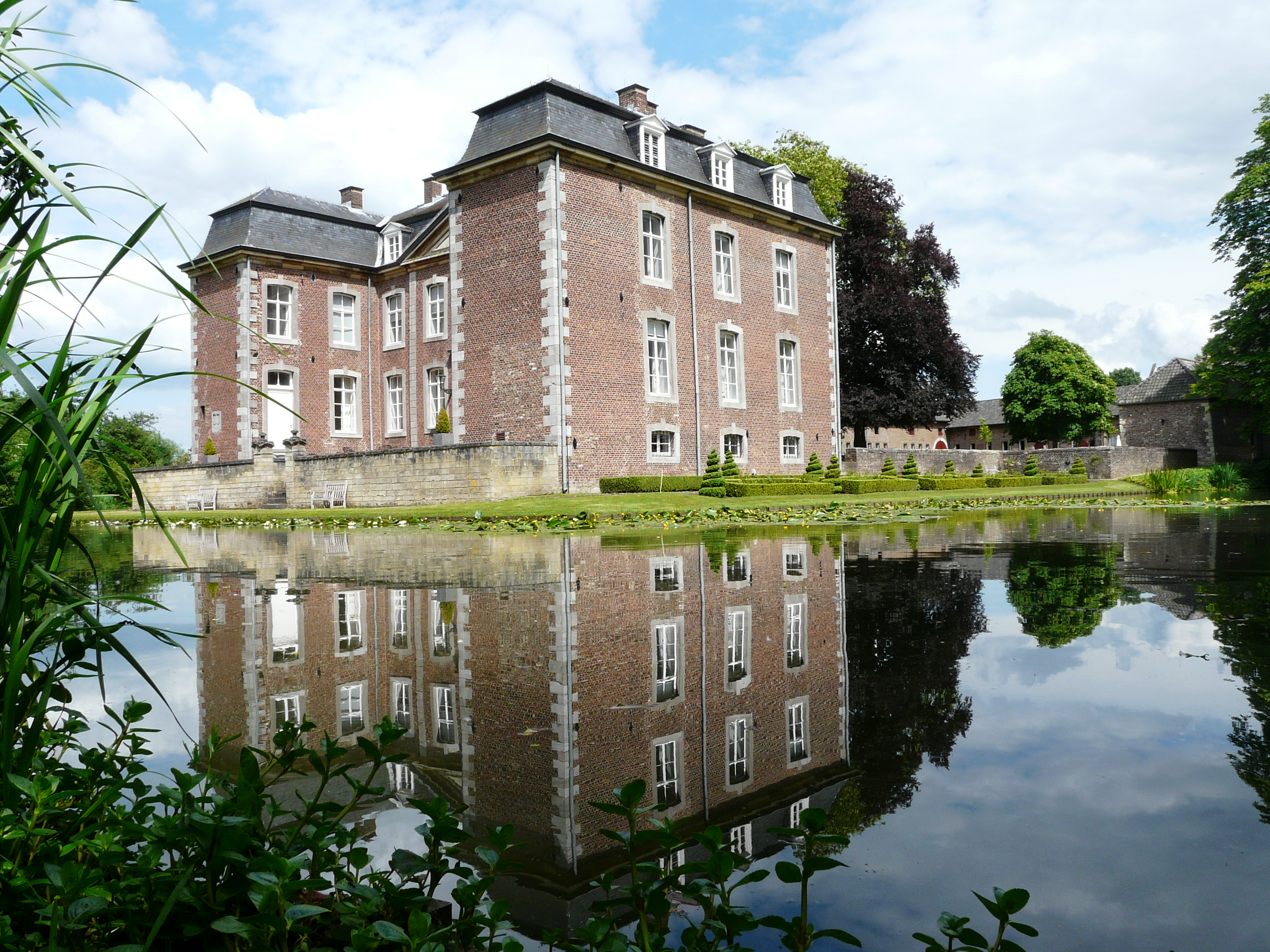
Herrenhaus Rückseite
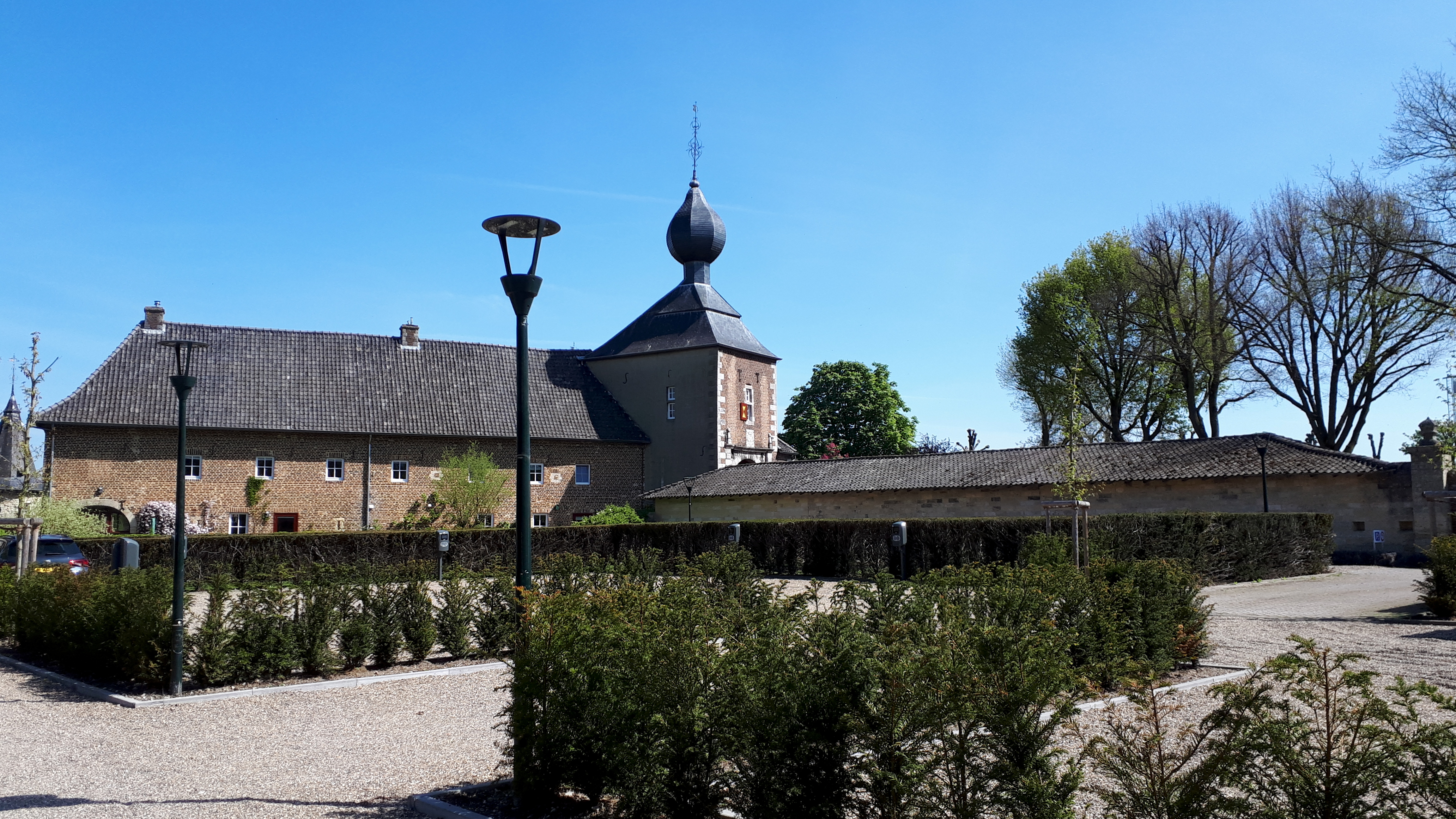
Parkplatz
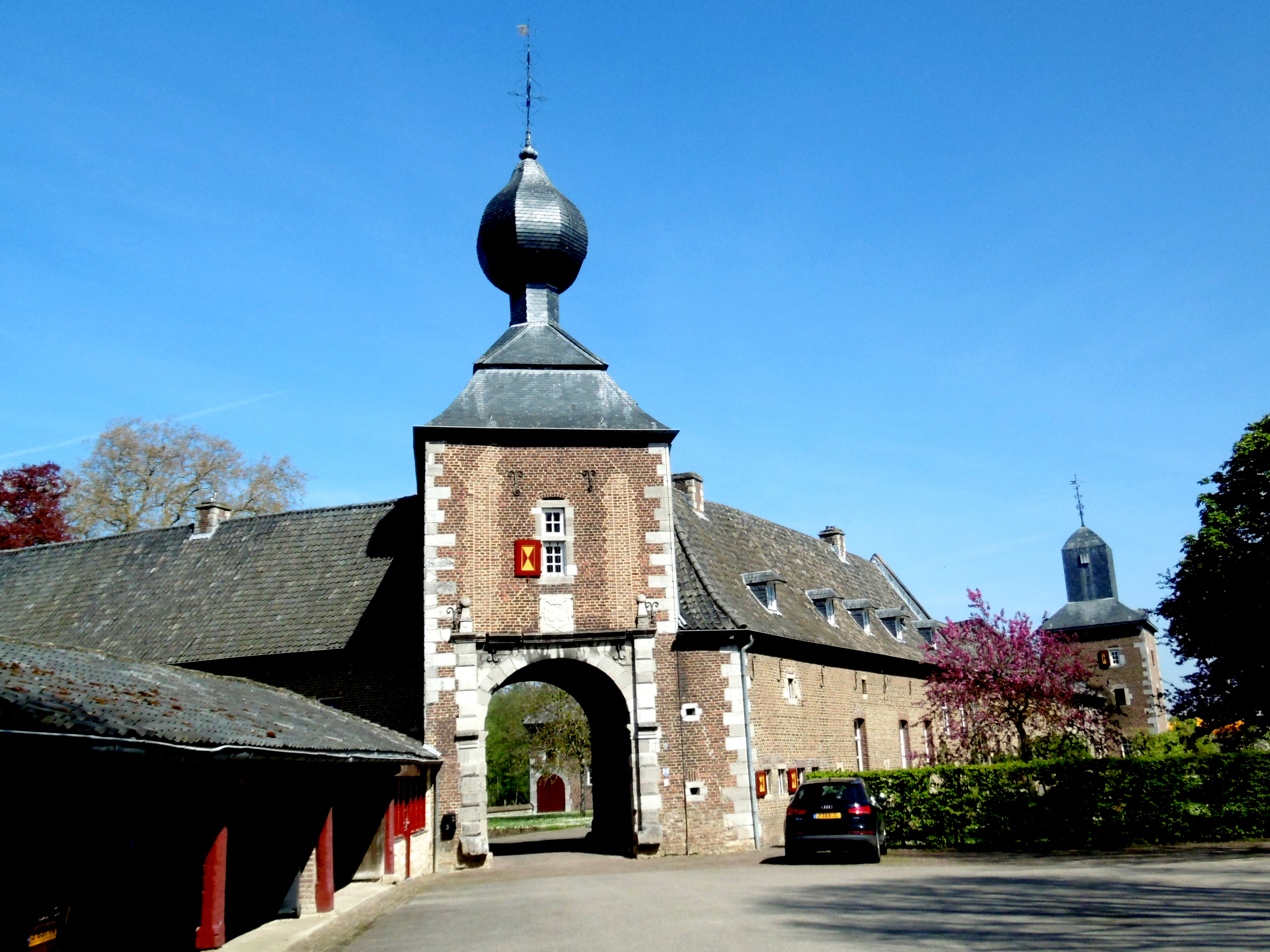
Vorburg
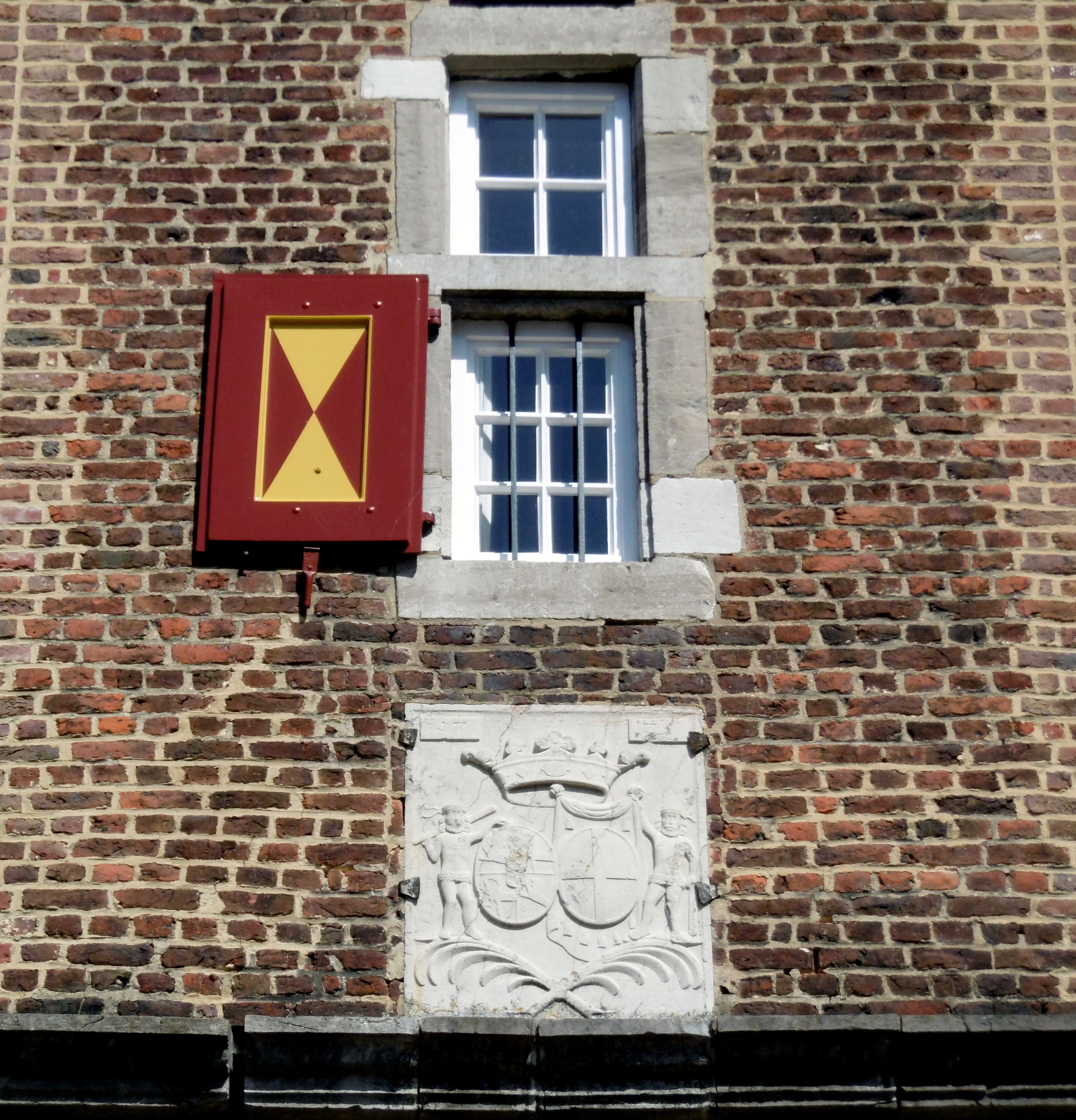
Allianzwappen am Eingangstor
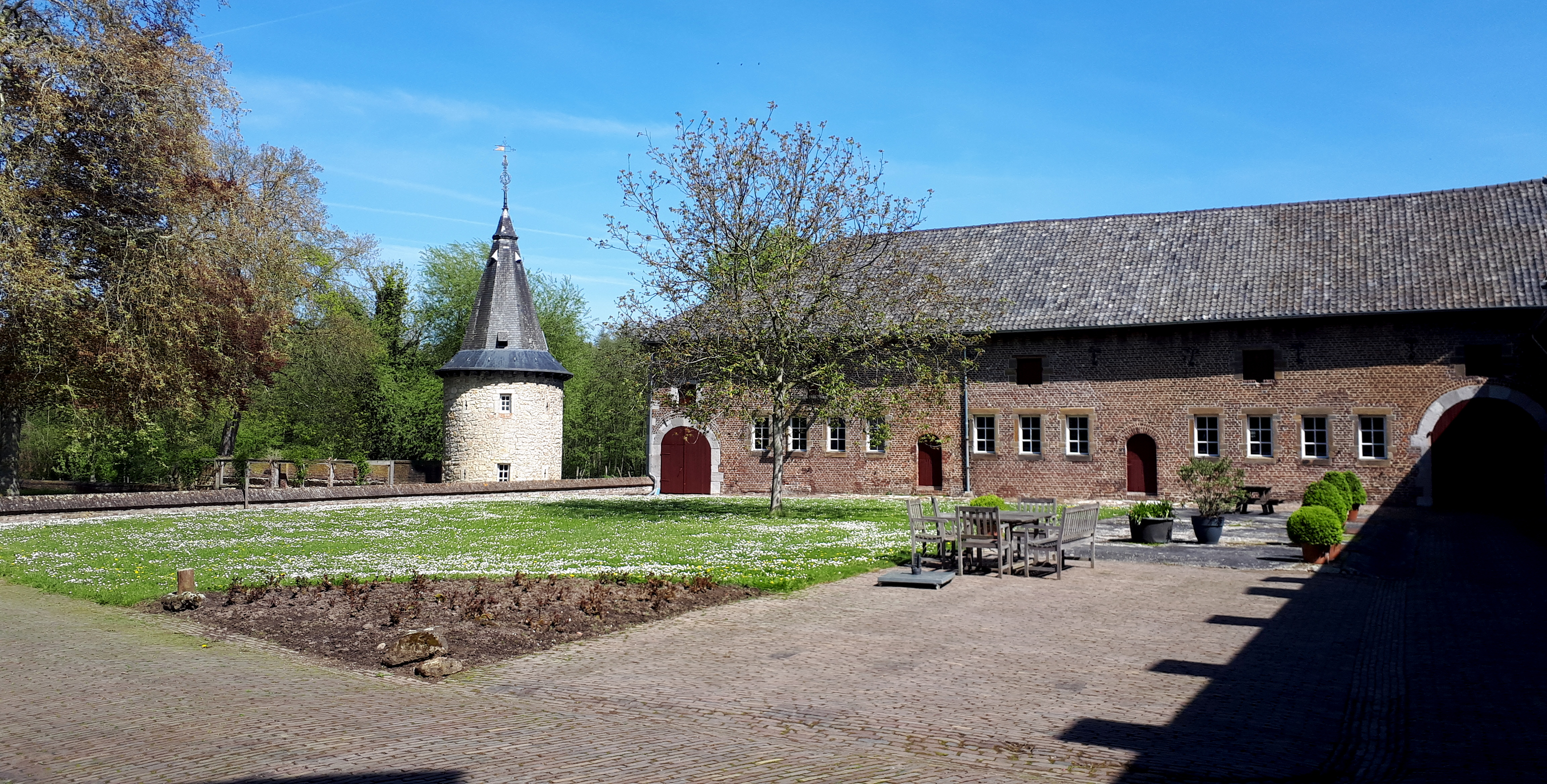
Innenhof Vorburg
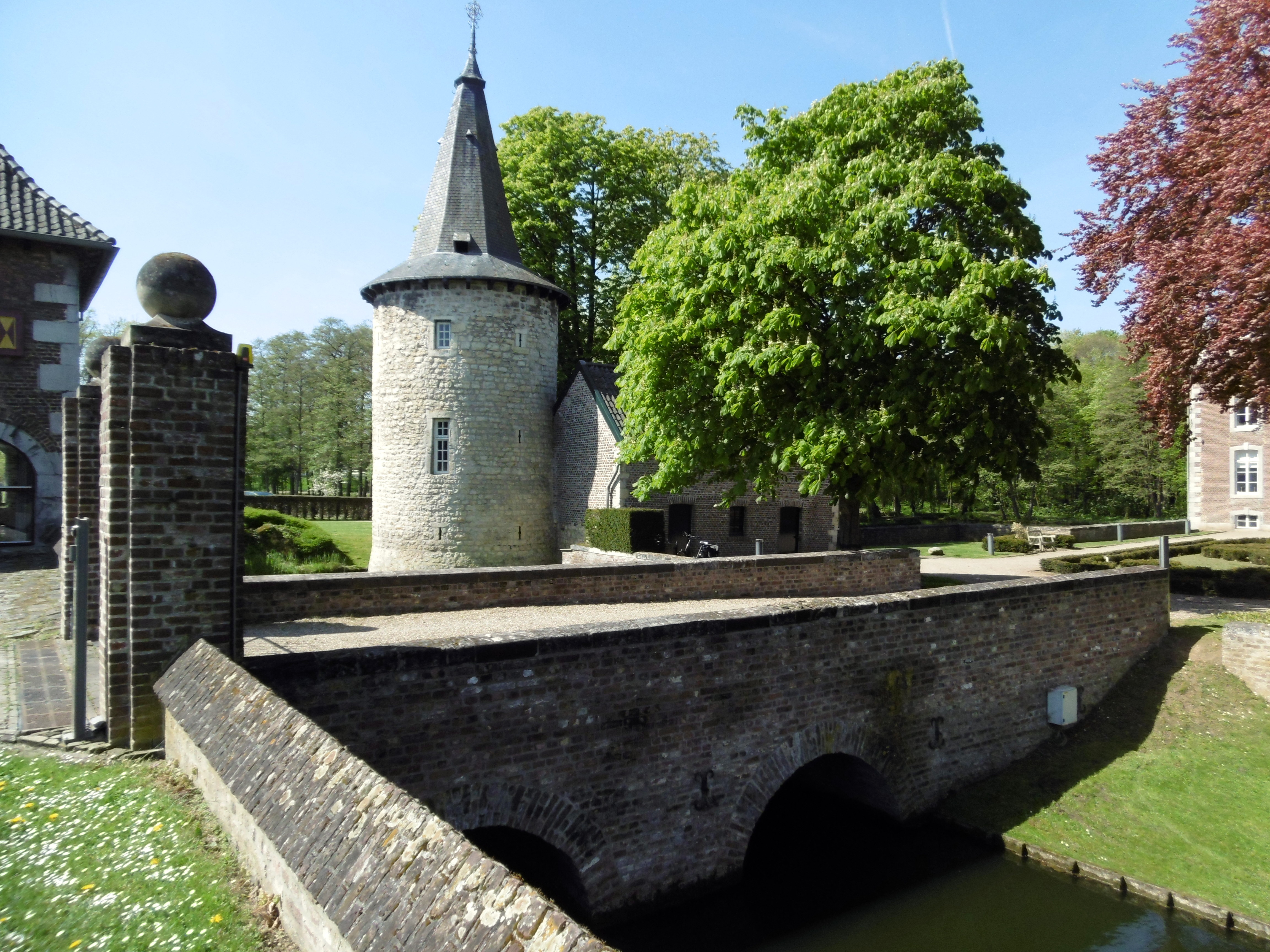
Brücke